# Mierlo-Hout
Mierlo-Hout was een dorp in de voormalige Nederlandse gemeente Mierlo. Vanwege uitbreiding van Helmond is het in 1968, via een grenscorrectie, een stadsdeel van Helmond geworden onder de naam Helmond-'t Hout. Sinds 2006 is de naam Mierlo-Hout als stadsdeel weer terug, nadat de inwoners hiervoor ludieke acties op touw hadden gezet.
In het noorden grenst Mierlo-Hout aan het tevens tot Helmond behorende dorp Stiphout dat ook sinds 1968 deel uitmaakt van de gemeente Helmond. Ten oosten van Mierlo-Hout markeert het riviertje de Goorloop de grens tussen Mierlo-Hout en Helmond-West. In het zuiden grenst Mierlo-Hout aan de vroegere moedergemeente Mierlo, sinds 2004 Geldrop-Mierlo, en ten westen van Mierlo-Hout ligt de nieuwe Vinex-wijk Brandevoort. Mierlo-Hout heeft 11.110 inwoners (per 1 januari 2023) en valt te typeren als een stadsdeel. Het is goeddeels aan Helmond vast gebouwd. Hoewel Mierlo-Hout al tientallen jaren bij Helmond hoort, zorgden eigen voorzieningen als een wijkblad en verschillende verenigingen ervoor dat de dorpse cultuur bewaard bleef. Er is een eigen scoutinggroep, een voetbalvereniging en een carnavalsoptocht. Carnavalsvereniging De Houtse Kluppels bestaat sinds 1962 en C.V. 't Barrierke dateert van 1988. De derde vereniging, C.V. De Kim, is in 2017 na 14 jaar opgeheven.

## Molen
In Mierlo-Hout stond een standerdmolen die in 1889 werd gebouwd. Deze korenmolen werd in 1939 werd afgebroken. Hij stond aan de huidige Hoofdstraat.

## Kerk
Mierlo-Hout staat de Sint-Luciakerk, die tot het Bisdom 's-Hertogenbosch behoort. Het monumentale gebouw stamt uit 1895. Bouwer was G. Mestrum uit Venlo. De kosten bedroegen ongeveer 30.000,- gulden. Architect was de kerkenbouwer Caspar Franssen uit Roermond, die voor zijn ontwerp 1897 in Brussel een gouden medaille 'voor de mooiste dorpskerk' kreeg. De kerk werd in 1897 ingezegend door bouwpastoor Nicolaas Franciscus Elsen. Tussen 2005-2010 werd in Mierlo-Hout een groot aantal activiteiten georganiseerd om een opknapbeurt te financieren.

## Beroemde inwoners
- Willem van Enckevoirt is in 1464 geboren te Mierlo-Hout als zoon van een landbouwer. Hij studeerde te Rome, waarna hij een kerkelijke carrière begon. In 1522 werd hij door paus Adrianus VI benoemd tot bisschop van Tortosa. Later werd hij kardinaal. Hij was een vertrouweling van keizer Karel V. Hij bedacht zijn geboorteplaats met een woongroep voor Mierlose mannen van stand van vijftig jaar of ouder die ongetrouwd of weduwnaar waren, dat de bijnaam 'Apostelhuis' kreeg, naar de 12 apostelen. De huidige 'Apostelhoeve' herinnert daaraan.